# Stacja demontażu pojazdów
Stacja demontażu pojazdów (skrót: SDP) – instalacja, zakład prowadzący przetwarzanie, w tym demontażu samochodów wycofanych z eksploatacji (skrót: SWE).

## Zarys ogólny funkcjonowania stacji

### Przebieg demontażu samochodów
Proces demontażu pojazdów samochodowych uzależniony jest od wielu czynników związanych z wyposażeniem zakładu. Z tego względu możliwe są nieznaczne odstępstwa od wskazanych w dokumentach ustawodawczych i wykonawczych, określających funkcjonowanie instalacji demontażu samochodów.
Odstępstwa mogą dotyczyć jedynie sposobu demontażu związanego z pozyskiwaniem części i zespołów do ponownego zastosowania, jak również proponowanego wyposażenia (narzędzia i urządzenia) oraz w niektórych przypadkach kolejności i zakresu przeprowadzanych operacji. Natomiast procedury funkcjonowania zakładu są wyraźnie określone, a sposób ich realizacji precyzyjnie opisany w technologii demontażu pojazdów.

### Typowe operacje przy demontażu
Operacje, które muszą być wykonane ze względu na bezpieczeństwo i ochronę środowiska:
- Pomiar masy własnej pojazdu dostarczonego do demontażu.
- Demontaż akumulatora z pojazdu i umieszczenie go w specjalnym pojemniku (operacja niebezpieczna)
- Demontaż poduszki powietrznej (operacja niebezpieczna)
- Osuszenie pojazdu z płynów (operacja niebezpieczna):

1. paliwa,
2. gazu CNG ze zbiornika i z instalacji gazowej (tylko urządzenie specjalne),
3. oleju silnikowego,
4. oleju przekładniowego (skrzynia biegów, przekładnia główna, mosty),
5. oleju z układu wspomagania kierownicy,
6. oleju z amortyzatorów (przy demontażu podzespołu),
7. płynu chłodzącego,
8. czynnika z układu klimatyzacji (tylko urządzenie specjalne),
9. płynu niezamarzającego ze spryskiwaczy szyb,
10. płynu hamulcowego (tylko urządzenie specjalne – próżniowe)
11. oleju ze sprężyn gazowych (przy demontażu podzespołu).

- Demontaż filtrów paliwa, oleju, powietrza i nawiewu.
- Demontaż zbiornika gazu.

Operacje demontażu, które należy wykonać na potrzeby recyklingu:
- gaśnice.
- narzędzi, trójkąta ostrzegawczego i podnośnika.
- drzwi i pokryw.
- siedzeń.
- szyb i uszczelek.
- kół i opon.
- silnika, przekładni i elementów osprzętu (np. alternatora, rozrusznika, wału napędowego).
- katalizatorów (składować według przepisów).
- demontaż i segregacja tworzyw sztucznych (w tym zderzaków, desek rozdzielczych, reflektorów, nakładek, listew itp.).
- tapicerki i pianek.
- wykładzin.
- instalacji elektrycznej.
- Strzępienie (rozdrabnianie) karoserii z pozostałymi elementami (tylko w strzępiarce)[1].
- Segregacja części i materiałów do: recyklingu, ponownego użycia i odpadów.
- Pomiar mas materiałów przeznaczonych do recyklingu i odpadów.

## Sieć stacji na terenie Polski
Od roku 2010 sukcesywnie na terenie Polski wzrasta liczba stacji demontażu pojazdów samochodowych. W czerwcu 2010 roku było zarejestrowanych 689 tego typu obiektów, a w grudniu 2012 liczba ich zwiększyła się do 792. W kwietniu 2015 roku województwem o najbardziej rozbudowanej sieci stacji demontażu pojazdów wycofanych z eksploatacji było województwo wielkopolskie z liczbą 118 stacji, na drugim miejscu województwo śląskie – 107, a na trzecim mazowieckie, posiadające na ten czas 103 stacje. Województwami o najsłabiej w tym czasie rozbudowanej sieci stacji demontażu były województwa opolskie (23 stacji) i świętorzyskie (24 stacje).